# Борейко, Михаил Степанович
Михаил Степанович Борейко (19 августа 1948, Житомирская область — 30 декабря 1994) — народный депутат Украины I созыва. Награждён «Знак Почета». Член КПСС
Входил в группу «За социальную справедливость», член Комиссии ВР Украины по вопросам планирования, бюджета, финансов и цен.

## Биография
Родился в крестьянской украинской семье.
Образование: Житомирский сельскохозяйственный институт (агроном), Высшая партийная школа при ЦК Компартии Украины.
1990 — Председатель Коростышевского районного Совета народных депутатов.
04.03.1990 избран Народным депутатом Украины, 1-й тур, 56,56 % голосов, 2 претендента (Коростышевский избирательный округ № 161)
1991 — Председатель исполкома Коростышевского районного Совета.
Кандидат в Народные депутаты Украины Верховного Совета XIII созыва, выдвинутый трудовым коллективом 1-й тур — 7,76 % 4-е место из 14-ти претендентов.